# Teodorico de Vestervig
San Teodorico de Vestervig (fallecido ca. 1065) fue un religioso católico procedente de Turingia, en lo que actualmente es Alemania. Realizó una actividad de misionero en los países nórdicos, especialmente en Dinamarca, donde fue venerado como santo.

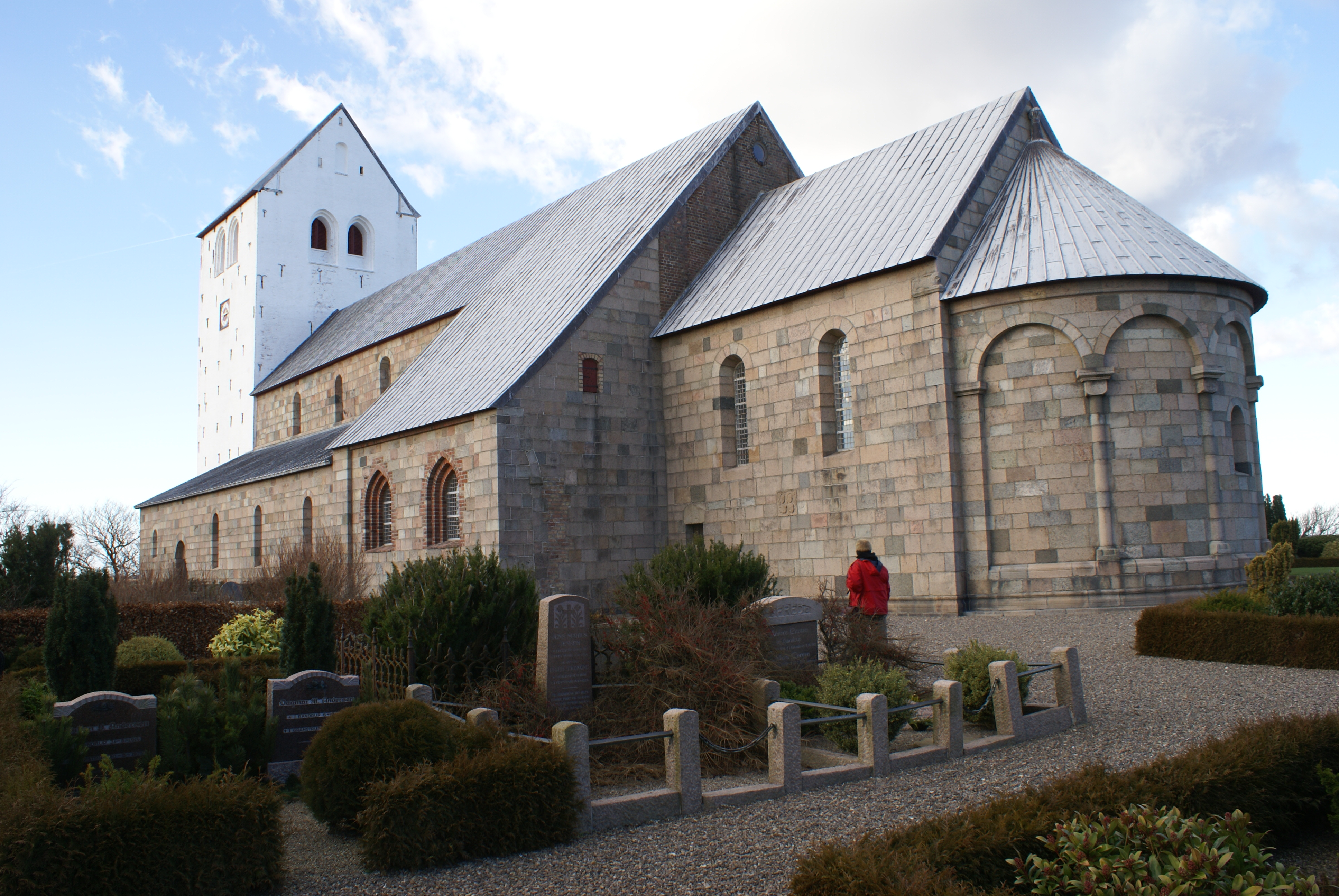
La iglesia de Vestervig, santuario de San Teodorico.

Salió de Turingia hacia Inglaterra; ahí conoció al rey Olaf II de Noruega y decidió acompañarlo a Noruega, donde formaría parte de la corte. Tras la muerte del rey, Teodorico salió del país y se estableció en Dinamarca. En la localidad de Vestervig levantó una humilde iglesia de ramas.
Murió en 1067 y fue sepultado en su iglesia. Según la leyenda, de su tumba emanaba luz. Sus restos fueron trasladados en 1117 al monasterio de la Orden de San Agustín levantado sobre el antiguo templo. La iglesia agustina, de estilo románico, llegó a ser el mayor templo de todos los países nórdicos.
- Datos: Q1223102